# Списак енглеских презимена
Списак енглеских презимена са њиховим значењем:
- Батлер (Butler) — батлер, послужитељ, конобар
- Бејкер (Baker) — пекар
- Бел — звоно
- Беџер (Badger) — јазавац
- Блек — црна боја, који је црн
- Браун (Brown) — браон боја, који је браон
- Буш — жбун
- Вајт — бела боја, који је бео
- Вокер (Walker) — шетач, пешак
- Вуд — шума, који је из шуме
- Греј — сива боја, који је сед (оседео)
- Грин — зелена боја, који је зелен
- Ешли — онај који станује поред јасенове шуме
- Јанг — младост, који је млад
- Карпентер (Carpenter) — дрводеља
- Кинг — краљ
- Кук — кувар
- Лонг — дужина, који је дугачак (или висок)
- Милер (Miller) — радник у пилани или воденичар
- Прајс (Price) — цена
- Роуз — ружа
- Стоун (Stone) — камен
- Тејлор (Taylor) — кројач
- Фишер (Fisher) — рибар
- Хантер (Hunter) — ловац
- Хил — брдо, који је са брда
- Хол — дворана, ходник